# Liga lesní moudrosti
Liga lesní moudrosti je woodcrafterskou organizací, jejíž tradice sahá v českých zemích až do roku 1912. Až do roku 1948 byla výraznou součástí historie českého skautingu.
Během let však byla kontinuita Ligy lesní moudrosti několikrát direktivně přerušena, a tak historie současné LLM začíná v podstatě oficiálně až obnovujícím sněmem, který se konal v červnu 1990 nedaleko Skleného nad Oslavou.
V bouřlivém roce 1990 vznikly i jiné organizace, které se ve své ideové náplni hlásily k woodcraftu, nicméně určitou míru legitimity současné LLM dalo členství řady bývalých členů původní před- a poválečné organizace.
V současnosti má LLM kolem 1300 členů.